# Catherine Jauniauxová
Catherine Jauniauxová (* 1955 Brusel) je belgická zpěvačka vycházející z okruhu hnutí Rock in Opposition. Její pěvecký projev je výrazně expresivní a založený na improvizaci, využívá hlasu jako dalšího hudebního nástroje, inspiruje se dadaismem i tvorbou přírodních národů. Začínala jako herečka a zpěvačka skupiny Aksak Maboul. Spolu s Timem Hodgkinsonem nahrála v roce 1983 své jediné sólové album Fluvial, kde byla autorkou většiny skladeb. Počátkem devadesátých let byla součástí newyorské hudební avantgardy, spolupracovala s Ikue Mori nebo Heinerem Goebbelsem. V tomto prostředí poznala také svého manžela, violoncellistu Toma Coru, s nímž nahrála mimo jiné hudbu k experimentálnímu filmu Kena Jacobse New York Ghetto Fish Market 1903. V roce 2013 vydala desku Mal Des Ardents / Pantonéon ve spolupráci se skladatelem elektronické hudby vystupujícím pod pseudonymem eRikm.